# Малоярославець 1
46°5′9″ пн. ш. 29°0′11″ сх. д. / 46.08583° пн. ш. 29.00306° сх. д.
Малояросла́вець 1 — пункт пропуску через державний кордон України на кордоні з Молдовою.
Розташований в Одеській області, Болградський район, неподалік від села Малоярославець Перший на автошляху місцевого значення. Із молдавського боку розташований пункт пропуску «Чадир-Лунга» неподалік від однойменного міста, Гагаузія.
Вид пункту пропуску — автомобільний. Статус пункту пропуску — міждержавний.
Характер перевезень — пасажирський, вантажний.
Окрім радіологічного, митного та прикордонного контролю, пункт пропуску «Малоярославець 1» може здійснювати фітосанітарний та ветеринарний контроль.
Пункт пропуску «Малоярославець 1» входить до складу митного посту «Білгород-Дністровський» Південної митниці. Код пункту контролю — 50008 25 00 (21).